# Eratoena sulcifera
Eratoena sulcifera là một loài ốc biển nhỏ, là động vật thân mềm chân bụng sống ở biển trong họ Triviidae.

## Miêu tả
Loài này có kích thước giữa 3 mm and 5 mm

## Phân bố
Chúng phân bố ở hải vực Ấn Độ Dương-Tây Thái Bình Dương, in Polynésie thuộc Pháp và dọc theo Aldabra Atoll.